# HP Pavilion (ordinateur)
Pour les articles homonymes, voir HP Pavilion.

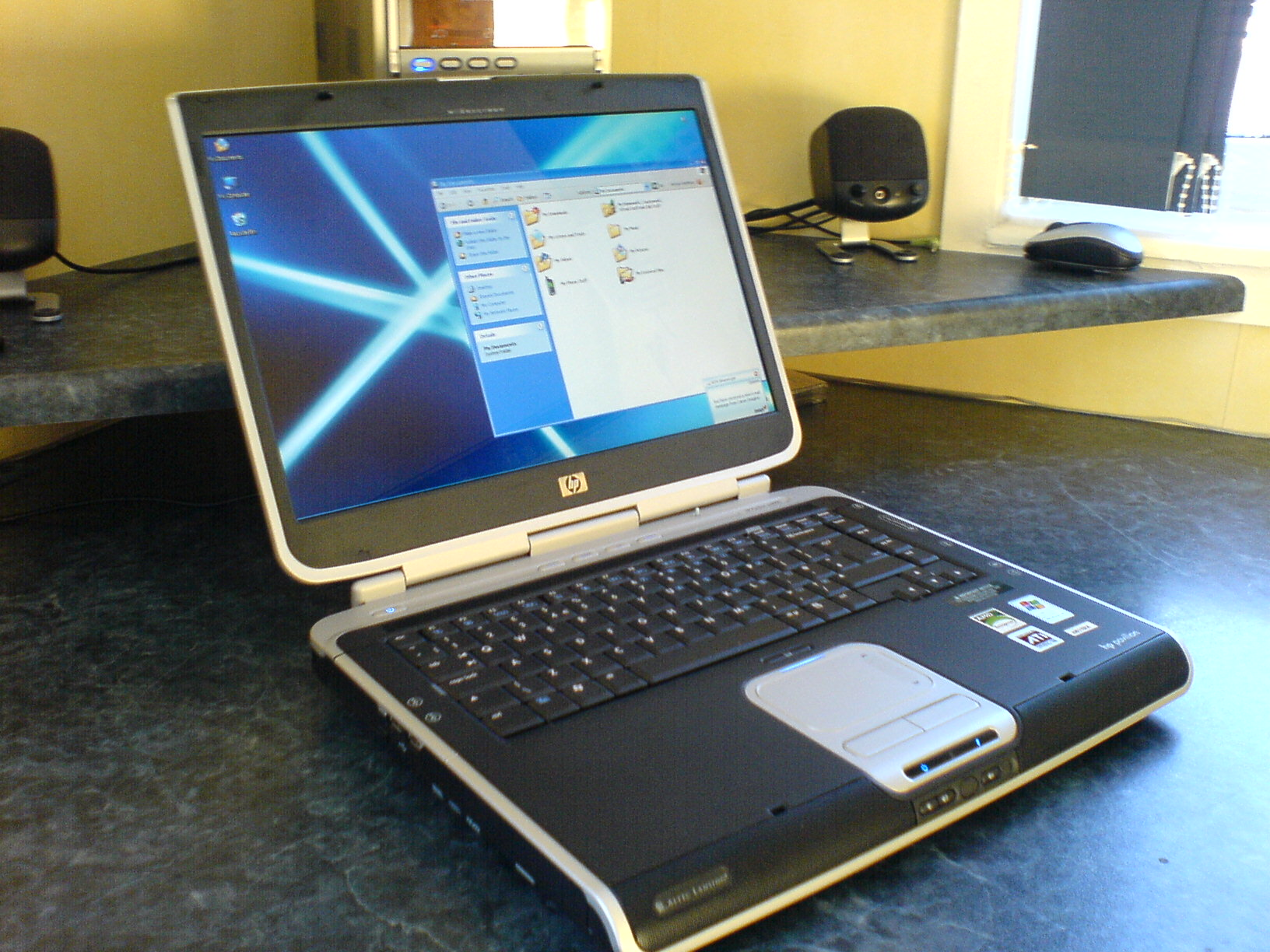
Ordinateur portable de classe moyenne HP Pavilion zv6115EA.

HP Pavilion est une gamme d'ordinateurs personnels fabriqués par Hewlett-Packard (HP) depuis 1995.
Cette gamme comprend des ordinateurs de bureau et des ordinateurs portables servant tant à la maison qu'au travail. Le fait qu'elle comprenne à la fois des ordinateurs de bureau et des ordinateurs portables est peu commun car la plupart des fabricants créent des gammes différentes pour leurs ordinateurs portables et leurs ordinateurs de bureau. Par exemple, Dell possède deux gammes d'ordinateurs de bureau (Inspiron et OptiPlex) et quatre gammes d'ordinateurs portables (Inspiron, Latitude, Precision et XPS) séparées.
Hewlett-Packard (HP) est l'une des marques d'ordinateurs portables les plus fiables. Avec différentes gammes de produits telles que Omen, Pavilion, Elitebook, Spectre et Probook qui conviennent à différents objectifs, qu'il s'agisse de tâches haut de gamme telles que les jeux ou pour les tâches informatiques de base requises pour les étudiants, l'utilisation professionnelle, etc.

## Historique
Avant le lancement de sa gamme Pavilion en 1995, la société Hewlett-Packard était réputée pour ses ordinateurs de bureau de la gamme HP Vectra et pour ses portables professionnels, les OmniBooks. Ce fabricant commercialisait aussi des interfaces de communication rapides sans-fil (à infrarouges) entre téléphones, ordinateurs, imprimantes, caisses enregistreuses et appareils photo numériques. 

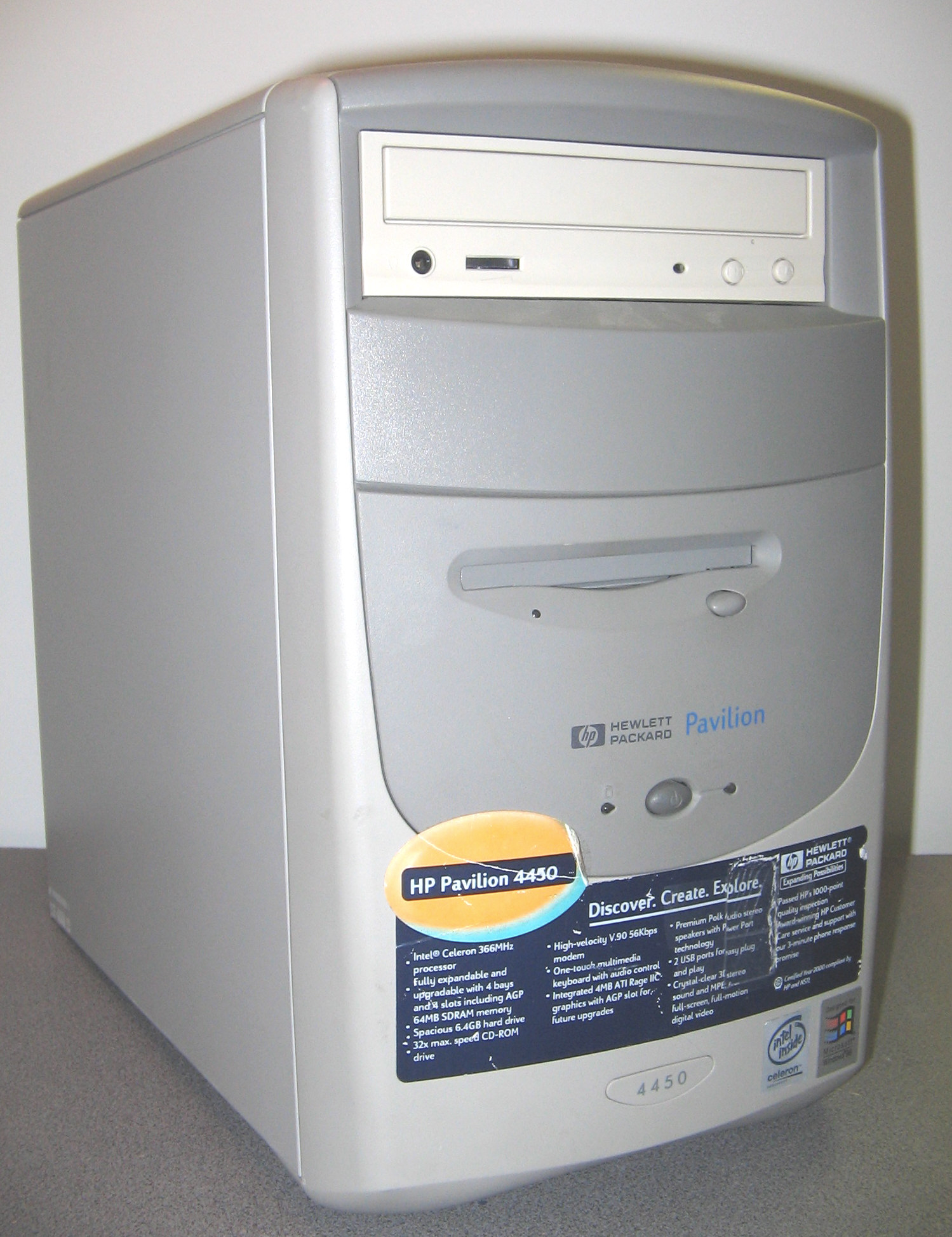
HP Pavilion 4450 (1999) avec processeur Celeron cadencé à 366 MHz

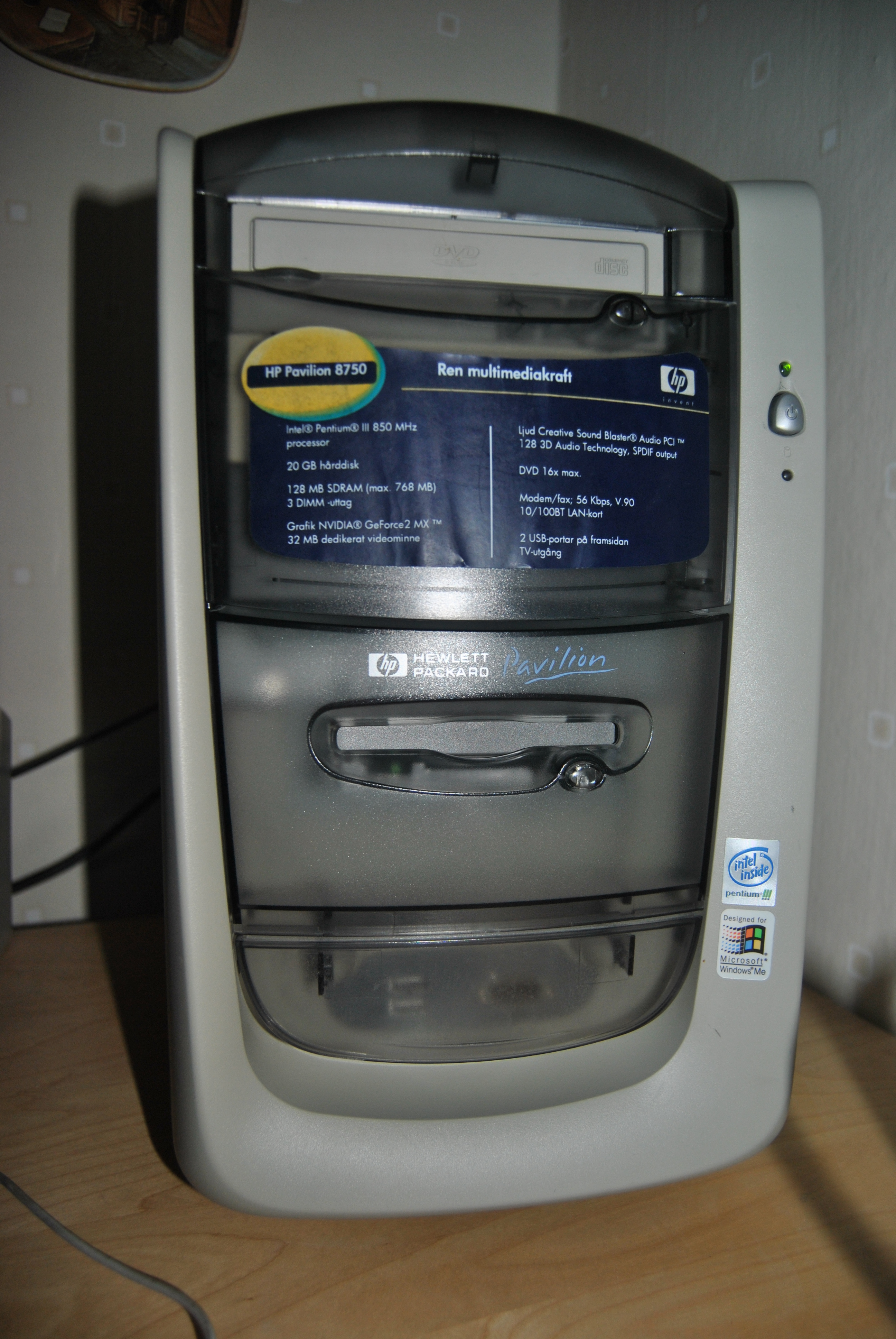
HP Pavilion 8750 (2000-2001)

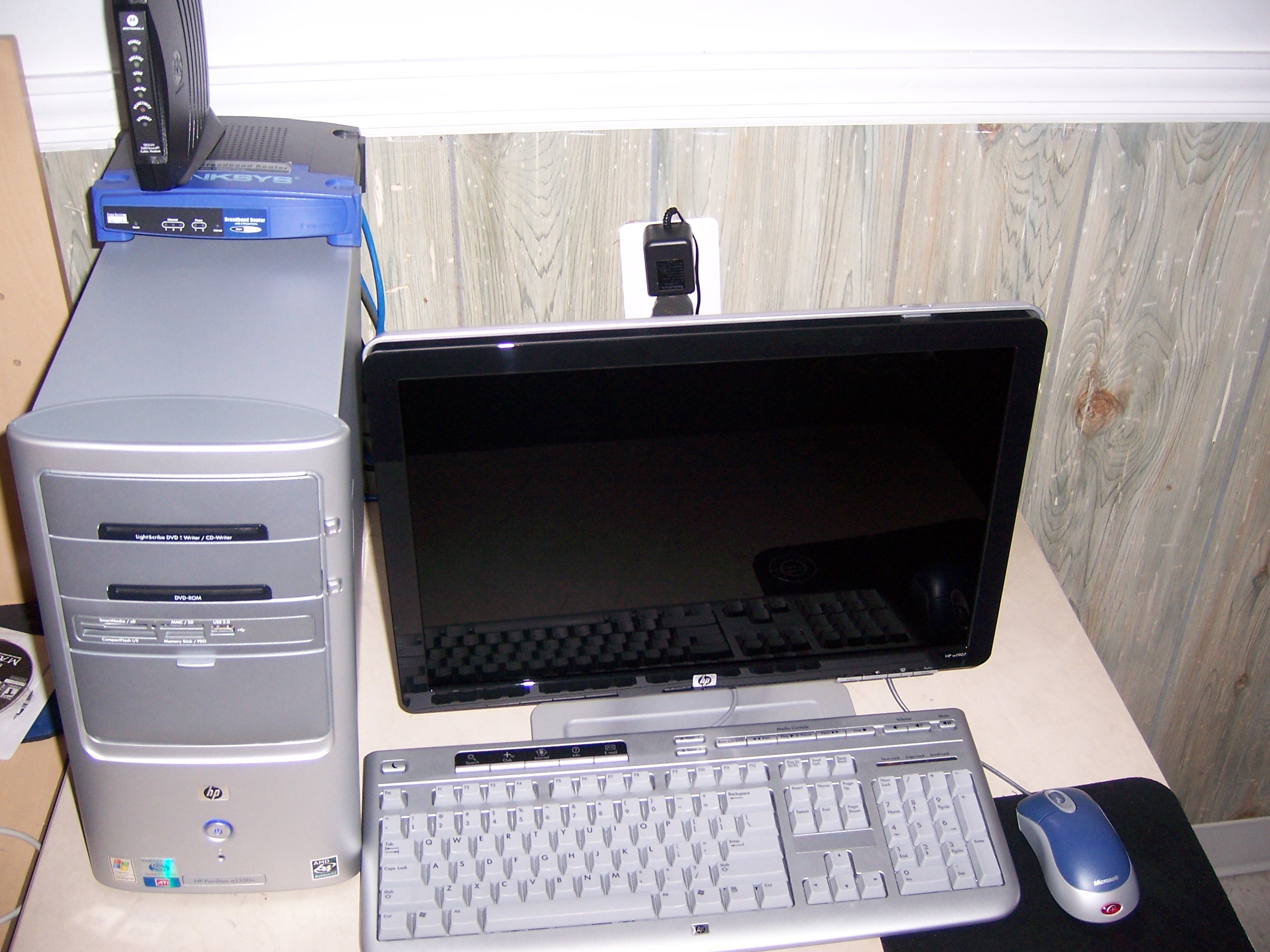
Ordinateur de bureau haut de gamme HP Pavilion Media Center, avec un écran HP w1907.

Au mois d'août 1995, Hewlett-Packard mit sur le marché son premier ordinateur à vocation domestique,, le HP Pavilion 5030, un compatible PC offrant des possibilités multimédia. Simultanément, David Packard publiait un manifeste autobiographique, The HP Way, promouvant les valeurs de la marque. Pour son modèle d'entrée de gamme, le Pavilion 5030, il avait choisi une carte mère autour d'un processeur Intel Pentium
cadencé à 75 MHz et 8 Mo de RAM, un disque dur de 850 Mo, a quad-speed CD-ROM drive, des haut-parleurs Altec Lansing, et quelques logiciels d'accès au web. Il était fourni avec le système d'exploitation Windows 95, tout juste mis sur le marché par Microsoft.
Au mois de mai 2002, Hewlett-Packard a racheté Compaq, alors leader sur le marché des ordinateurs individuels avec sa gamme Presario, et a ré-étiqueté les matériels Compaq.
Il est possible d'acheter un ordinateur directement depuis l'usine par internet ou par téléphone. Il est aussi possible de personnaliser l'ordinateur en modifiant certaines caractéristiques, connues sous le nom d'« options CTO ». En Europe, HP propose aussi l'installation d'Ubuntu sur certains ordinateurs portables en remplacement de Microsoft Windows[citation nécessaire].